# Savia (planta)
Savia es un género de plantas con flores perteneciente a la familia Phyllanthaceae. Consiste en 37 especies.

## Especies seleccionadas
- Savia arida Warnock & p e n e.
- Savia bahamensis Britton
- Savia carnea
- Savia dictyocarpa Müll.Arg.
- Savia sessiliflora Willd.

## Sinónimos
- Charidia Baill.
- Geminaria Raf.
- Kleinodendron L.B.Sm. & Downs
- Maschalanthus Nutt.